# Josef Oberhauser
Cet article concerne un SS. Pour le bobeur autrichien, voir Josef Oberhauser (bobsleigh).
Pour les articles homonymes, voir Oberhauser.
Josef (« Sepp ») Kaspar Oberhauser (né le 21 janvier 1915 à Munich, mort le 22 novembre 1979 dans la même ville) était membre de la Schutzstaffel (SS), nommé Obersturmführer (lieutenant) en janvier 1945, et a pris part à l'Aktion T4 et l'Aktion Reinhardt. Il fut la seule personne condamnée pour crimes de guerre commis dans le camp d'extermination de Belzec.

## Jeunesse et formation
Josef Oberhauser est né le 21 janvier 1915 à Munich, fils de Melchior Oberhauser. Il grandit chez ses parents, et après la fin de sa formation scolaire, trouve un emploi chez son oncle, dans une exploitation agricole dans la commune de Markt Schwaben (Bavière).

## La SS
En 1934, il s'engage pour 18 mois dans l'armée (Reichswehr) et est versé au 19e régiment d'infanterie à Munich. Il s'engage dans la SS en novembre 1935 dans la section "SS-Wachverband III „Sachsen" (carte de membre no 288.121). En avril 1937, il rentre dans la nouvelle organisation SS-Totenkopfverbände (SS-TV) "Brandenburg" et est stationné au camp de concentration d'Orianenburg-Sachsenhausen. Il adhère au NSDAP en 1936 avec le grade de "SS-Rottenführer", rapidement promu au titre de "SS-Unterscharführer" deux ans plus tard.

## Invasion de la Pologne
Josef Oberhauser prend part à l'invasion de la Pologne dans la 1re division SS Leibstandarte Adolf Hitler avec le grade de sous-officier de SS-Oberscharführer (adjudant).

## Aktion T4
À la fin de l'invasion de la Pologne, il ne rentre pas dans la section SS-Totenkopfverbände « Brandenburg » mais est nommé en novembre 1939 dans la « Reichsarbeitsgemeinschaft für Heil- und Pflegeanstalten » qui sera chargée de mener les actions d'élimination d'environ 100 000 aliénés et handicapés, dit Aktion T4. À Grafeneck, Brandenburg et Bernburg, où eurent lieu des exécutions par gaz (monoxyde de carbone), il participe à l'élimination des cadavres par incinération, étant responsable des fours crématoires des dites installations.

## Aktion Reinhard
De novembre 1941 au 1er août 1942, Oberhauser est nommé au camp d'extermination de Belzec.
Il y est officier d'ordonnance, sous les ordres du commandant du camp, Christian Wirth et est responsable de l'aménagement du camp.
Ses actions y sont décrites dans le jugement du 21 janvier 1965 (Az.: 110 Ks 3/64) (cour de Munich).
Grâce à ses bons offices dans la conduite de l'Aktion Reinhard, Oberhauser est promu de "SS-Hauptscharführer" à "SS-Untersturmführer" avec prise d'effet au 20 avril 1943, devenant ainsi officier de la SS. Avant cela, le Reichsführer-SS Heinrich Himmler était venu lui rendre personnellement visite le 12 février 1943 à Belzec pour voir « l'exceptionnelle productivité des hommes participants » et se déclare favorable à la promotion.

## La «guerre contre les partisans» en Italie
Oberhauser est ensuite nommé, ainsi que Globocnik (le 13 septembre 1943 à Trieste) et Wirth (ancien commandant du camp d'extermination de Belzec), en Italie, au "Sonderabteilung Einsatz R".
Le "Sonderabteilung Einsatz R" (avec le « R » pour Reinhard) sert à la lutte contre les partisans (Partisanenbekämpfung) ainsi qu'à la déportation et l'élimination des Juifs (Judendeportation und -vernichtung). Il y est promu au grade de SS-Obersturmführer le 30 janvier 1945. Oberhauser est commandant du camp de concentration de Risiera di San Sabba jusqu'à sa fermeture fin avril 1945 (de 3 000 à 5 000 personnes y moururent).
Il se déplace ensuite en Autriche avec son unité, pour être arrêté en mai 1945 à Bad Gastein par les autorités anglaises.

## Après la guerre et condamnations
Après sa libération, Oberhauser est employé dans une scierie à Bevensen.
Le 13 avril 1948, il est arrêté à l'occasion d'un séjour dans la zone Est.
Le 24 septembre 1948, il est condamné pour avoir enfreint la "Control Council Law No. 10" (qui avait servi aussi de base aux procès de Nuremberg) du 20 décembre 1945 par son appartenance à une organisation criminelle (en l'occurrence, la SS) et par sa participation à la mise à mort des victimes par pseudo-euthanasie dans les centres de Grafeneck, Brandenburg et Bernburg à 15 ans de prison et 10 ans de privation de droits civiques. Il bénéficie des effets d'une loi d'amnistie et est donc libéré le 28 avril 1956, après seulement huit ans.
Il retourne alors dans sa ville natale de Munich, où il travaille en tant qu'homme à tout faire ou serveur.
Du 18 au 21 janvier 1965 se tient à Munich le « procès Belzec ». Huit hommes sont poursuivis :
- Werner Dubois (qui reconnaît pourtant lors du procès avoir exécuté de sa main 6 Juifs handicapés).
- Erich Fuchs (qui installa les chambres à gaz).
- Hans Girtzig (sv)
- Heinrich Gley (de) (travaillait sur la rampe d'arrivage, et menait les Juifs aux chambres de déshabillage avant les chambres à gaz).
- Robert Juhrs (de) (gardien, travaillait sur la rampe).
- Karl Schluch (de) (gardien sur la rampe et accompagnait les Juifs dénudés des chambres de déshabillage aux chambres à gaz)
- Heinrich Unverhau (de) (responsable des salles de déshabillage et de l'acheminement des vêtements ainsi récupérés jusqu'aux salles de tri et stockage, avant envoi en Allemagne).
- Ernst Zierke (responsable des salles de déshabillage, responsable de la forge du camp, prit part à l'exécution des derniers Juifs lors de la fermeture du camp de Belzec).
- Josef Oberhauser, mais seul ce dernier est jugé coupable et le 21 janvier 1965, il est condamné à quatre ans et demi de prison pour sa collaboration à 300 000 meurtres collectifs dans le camp de concentration, ainsi que pour cinq autres chefs d'accusation dans 150 autres meurtres collectifs (références du procès : Az.: 110 Ks 3/64, s. Weblink).

Il est libéré après n'avoir fait que la moitié de sa peine, et retourne à son travail de serveur à Munich. Dans le film Shoah de Claude Lanzmann, une séquence le montre servant de la bière à Munich et où Lanzman lui tend une photo montrant Christian Wirth en uniforme tout en  demandant s'il connait cet homme puis lui parle des fosses communes de Belzec. Oberhauser visiblement gêné ne prononcera aucune parole.
Il est condamné par contumace en avril 1976 pour ses crimes en Italie à la prison à vie. La demande d'extradition italienne échouant, Joseph Oberhauser meurt le 20 novembre 1979 à Munich.

## Littérature et cinéma
en allemand :
- Ernst Klee : Das Personenlexikon zum Dritten Reich. Fischer, Francfort-sur-le-Main, 2007.  (ISBN 978-3-596-16048-8). (Aktualisierte 2. Auflage)
- Ernst Klee : Was sie taten – Was sie wurden. Fischer Taschenbuch, Francfort-sur-le-Main, 1986,  (ISBN 3-596-24364-5).
- Ernst Klee, Willi Dreßen, Volker Rieß: „Schöne Zeiten.“ S. Fischer Verlag, Francfort-sur-le-Main, 1988,  (ISBN 3-10-039304-X).
- Claude  Lanzmann : Shoah, 1re période, 2e partie.